# Rei d'Esparta
Rei d'Esparta fou el títol donat al dirigent dori d'Esparta, inicialment als descendents d'Aristodem, un dels líders heraclides (descendents d'Hèrcules) el qual segons la llegenda va acabar la conquesta de Lacònia. Va tenir dos fills bessons, Eurístenes i Procles, que van originar la diarquia amb les branques dels euristènides i proclides, que després foren anomenades per un dels reis de cada branca, agíades i euripòntides. Els agíades eren considerats la branca major i tenien certa preeminència.
La seva ascendència d'herois nacionals els va suposar un cert culte i una gran dignitat i honor, i foren considerats ells mateixos uns herois gaudint de respecte religiós. En la seva capacitat de grans sacerdots oficiaven els sacrificis públics; els reis rebien terres en el districte dels perioeci (ciutadans de província) i fins i tot alguns homes dels districte.
Quan un rei pujava al tron es perdonaven els deutes dels individuals a l'estat; quan moria s'observava un dol de deu dies i als funerals participava tota la comunitat; durant el dol se suspenien tots els negocis, els cavallers anaven a la ciutat i un nombre determinat de provincials o perioeci havia d'anar també a la ciutat on els espartans i els ilotes o helotes i les seves dones feien el dol amb lamentacions, en nombre de diversos milers, i proclamaven les virtuts del difunt, superiors a les de tots els seus antecessors.
Si els seus poders religiosos eren grans, en canvi els seus poders constitucionals eren limitats: presidien la Gerúsia i probablement els agíades hi tenien un vot de qualitat; si no hi havia cap rei present el seu lloc era cobert per un conseller generalment un parent del rei; els reis es podien dirigir a l'assemblea. Altres funcions era que nomenaven quatre pitis (phytii) encarregats de consultar a l'oracle de Delfos, algunes feines sobre manteniment de vies públiques, i les relacions amb estats estrangers en la seva qualitat de generals. També nombraven els proxeni, protectors o guies dels visitants estrangers.
Militarment tenien importants funcions: dirigien l'exèrcit en les expedicions a l'exterior en temps de guerra, i fora de les fronteres de Lacònia la seva autoritat era il·limitada tan militarment com en aspectes civils, diplomàtics o judicials si bé no podien concertar tractats o decidir la sort de ciutats sense comunicar-ho al govern espartà; l'acompanyaven dos dels cinc èfors que no podien interferir en les decisions del rei, si bé aquest havia de retre comptes dels seus actes a la tornada. Antigament el rei tenia un comandant adjunt però aquesta figura fou suprimida.